# George Ziegler
George Ziegler   (Kitchener, 1 d'agost de 1889 - Kitchener, 22 d'octubre de 1981) va ser un organista, director de cor, director d'orquestra, compositor i educador musical canadenc.

## Biografia
Ziegler provenia d'una família de músics: el seu pare era corneta i trombonista, el seu germà bateria. Va tocar a la "Ziegler Family Orchestra" i, als tretze anys, es va convertir en el membre més jove de la "Berlin Musical Society Band". Va estudiar piano i orgue al "Toronto Conservatoy of Music" amb Humfrey Anger, George Douglas Atkinson i Augustus Vogt i durant aquest temps va tocar flauta a l'Orquestra Simfònica de Toronto i a la "Welsman Symphony Orchestra". Després va continuar la seva educació a Nova York i Buffalo.
Després de tornar a Kitchener el 1910, es va convertir en organista i director de cor a l'església de Sant Pere i a l'església de Sant Andreu i va servir en aquesta capacitat a l'església de la Trinitat des de 1917 fins a 1950. El 1911 va fundar els "Ziegler Associated Studios" (més tard el Conservatori de Música Kitchener), on va ensenyar piano, orgue, instruments de metall i teoria musical fins al 1974. També va ser membre de les comissions d'examen de diverses escoles de música. Entre els seus alumnes hi havia Harvey Gleiser Jr, J. Ferris Loth, Kenneth Sakos i el trompetista Erich Traugott.
De 1924 a 1967, Ziegler va dirigir la "Kitchener Musical Society", així com una "Ladies Band" de 1925 a 1932, que amb 94 membres va ser considerada la més gran d'aquest tipus al món, la "Brass Band of the Scots Fusiliers of Canada" amb diverses joves orquestres. Va compondre obres per a orquestra de vent, orgue i cor, la majoria dels manuscrits de les quals van ser víctimes d'un incendi el 1959.